# 新興工業都市
新興工業都市（しんこうこうぎょうとし）は、
1. 第二次世界大戦時戦時下の日本において、国土計画的な視点により、旧陸軍と海軍への軍事供給工業施設や軍需工場とその関連施設整備、大規模都市計画を実施した計画都市のこと
2. 既存都市のうち、後に工業によって発展した都市の呼称。スマラン、メデジン、ロサリオ、四平市や朝陽市などが称される

## 新興工業都市計画の概要
日中戦争以降の戦時経済体制下の生産力拡充に伴う工業の急激な発展の結果、工業の地方への分散化が問題となっていた。地方においては交通経済の諸機関の不備を承知で、未開発の田野な広大な開発地域を求め、突如として新工業地を建設せざるを得ない情況であった。しかし、その出現が予想される地域においては、将来の都市化に先立ち、従来の都市の弊害、無統制な発展等の過ちを再び繰り返さないように、秩序のある統制の下に合理的発展を図るため計画されたものが「新興工業都市計画」である。

### 新興工業都市整備方針
1940年の「新興工業都市整備方針」によると、
1. 工業都市としての使命を完全に達成することを目途として鉄道、道路等の交通施設、工業用水、動力等の供給施設、公園、上下水道の保健衛生施設に就き適切なる計画を行うこと。
2. 都市防空の完璧を期するため工場地の隔離、市街地の疎開、建築物の防火的構築、消防用水利施設の保存拡充等に留意すること。
3. 都市の規模は将来集積を予想せらるる人口を標準として想定して、建設当初に於いては工場従業員数の三倍乃至五倍の人口を収容し得る市街地を整備すること。
4. なるべく速かに地域、地区の決定に務むること。
5. 事業の実施は土地区画整理事業に依るを原則とし、其の負担著しく大なる場合は事業の一部を別途の都市計画として計画の全部の実現を図ること。尚、鉄道、港湾、上水道其の他施設にして前項の事業な依らざるものに対しても用地の留保等に依り其の実現を容易ならしむこと。

の5項目があげられ、インフラ設備の充実、防空体制への留意、人口規模の設定、さらには事業展開の方法として土地区画整理事業の手法を原則としてあげている。

## 新興工業都市一覧
戦前に日本において、新興工業都市計画事業とよばれた土地区画整理事業が実施されたのは、次の23の都市である。
| No. | 府県名 | 現都市名 | 地区名       | 面積(ha) | 事業年度      | 主要施設                    |
| --- | ------ | -------- | ------------ | -------- | ------------- | --------------------------- |
| 1   | 青森   | 八戸市   | 八戸工業地帯 | 391      | 1940-62年     | 日本砂鉄鋼業                |
| 2   | 宮城   | 多賀城市 | 多賀城       | 15       | 1943-46年     | 海軍工廠                    |
| 3   | 茨城   | 日立市   | 多賀         | 108      | 1941-68年予定 | 日立製作所多賀工場          |
| 4   | 群馬   | 太田市   | 太田         | 932      | 1941-51年     | 中島飛行機                  |
| 5   | 埼玉   | 川口市   | 川口         | 474      | 1940-         |                             |
| 6   | 神奈川 | 相模原市 | 相模原       | 1594     | 1939-50年     | 相模陸軍造兵廠              |
| 7   | 神奈川 | 大和市   | 大和         | 620      | 1943-60年     | 海軍飛行場、海軍工廠        |
| 8   | 富山   | 富山市   | 東岩瀬       | 386      | 1939-         | 電源開発を利用した工場      |
| 9   | 愛知   | 豊川市   | 豊川         | 545      | 1941-60年     | 豊川海軍工廠                |
| 10  | 愛知   | 春日井市 | 春日井       | 95       | 1941-48年     | 海軍工廠、補給廠            |
| 11  | 愛知   | 豊田市   | 挙母         | 220      | 1938-46年     | トヨタ自動車工場            |
| 12  | 三重   | 四日市市 | 臨海         | 518      | 1939-52年     | 海軍第2燃料廠、石原産業海運 |
| 13  | 京都   | 宇治市   |              | 684      | 1941-         |                             |
| 14  | 和歌山 | 和歌山市 | 河西         | 27       | 1942-70年予定 | 住友金属工業                |
| 15  | 兵庫   | 姫路市   | 広           | 991      | 1938-60年     | 日本製鐵広畑製鐵所          |
| 16  | 岡山   | 岡山市   | 福浜         | 99       | 1943-67年     | 倉敷絹織、立川飛行機        |
| 17  | 山口   | 光市     | 室積         | 71       | 1942-60年     | 海軍工廠                    |
| 18  | 山口   | 光市     | 光           | 208      | 1941-57年     | 光海軍工廠                  |
| 19  | 福岡   | 苅田町   | 苅田         | 437      | 1941-60年     | 日本曹達、日立製作所        |
| 20  | 福岡   | 福岡市   | 春日原       | 460      | 1942-57年     | 海軍工廠、九州飛行機        |
| 21  | 長崎   | 佐世保市 | 相浦         | 20       | 1943-52年     | 相浦海兵団                  |
| 22  | 長崎   | 大村市   | 大村         | 23       | 1943-50年     | 第21海軍航空廠              |
| 23  | 長崎   | 川棚町   | 川棚         | 250      | 1944-         | 川棚海軍工廠                |